# Алън Къминг
Алън Къминг (на английски: Alan Cumming) е шотландски актьор, певец, писател и активист.

## Ранен живот
Роден е в Абърфелди, Пъртшир, Шотландия през 1965 г. В своята автобиография, Not My Father's Son, описва физическия и психически тормоз, на който е бил подлаган от баща си преди майка му да се разведе с него. Къминг не е имал контакт с баща си след като навършва 20 години.
Завършва актьорско майсторство в Кралската шотландска академия за музика и драма.

## Кариера
Къминг играе в „Хамлет“ и „Вакханки“ на театралната сцена в Лондон. На Бродуей играе водещият в „Кабаре“, роля за която печели награда „Тони“.
Има десетки филмови роли, измежду които Борис Иванович Гришенко в „Златното око“ (1995), Фегън Флуп в трите филма от пoредицата „Деца шпиони“ (2001 – 2003), Кърт Вагнер/Нощна сянка в „Х-Мен 2“ (2002), Г-н Фолер в „Никълъс Никълби“ (2002), Храбрият Смърф в „Смърфовете“ (2011), Тед Тинлинг в „Битката на половете“ (2017) и много други.
От 2018 до 2019 г. играе д-р Дилън Райнхарт в телевизионния сериал „Инстинкт“.
Номиниран е за три награди „Еми“ и две награди „Златен глобус“ в категория „Най-добър поддържащ актьор в драматичен сериал“ за ролята на Илай Голд в „Добрата съпруга“ (2009 – 2016).

## Личен живот
Къминг е открито бисексуален и има сключен брак с Грант Шейфър от 2012 г.